# Gonnostramatza
Gonnostramatza település Olaszországban, Szardínia régióban, Oristano megyében. Lakosainak száma 808 fő (2023. január 1.). Gonnostramatza Gonnoscodina, Mogoro, Collinas, Masullas és Siddi községekkel határos.

## Népesség
A település lakossága az elmúlt években az alábbi módon változott:
| Lakosok száma | 896  | 879  | 808  |
|               | 2017 | 2018 | 2023 |